# Peter Gentzel
Peter Gentzel (ur. 12 października 1968 w Göteborgu) – szwedzki piłkarz ręczny grający jako bramkarz, reprezentant kraju. Karierę sportową zakończył w 2010.
Trzykrotnie zdobywał Mistrzostwo Europy w 1998, 2000 i 2002.
Na zakończenie Mistrzostw Europy w 1998 i 2002 został wybrany do Siódemki gwiazd jako najlepszy bramkarz turnieju.
W 1999 zdobył złoty medal Mistrzostw Świata. Turniej odbywał się w Egipcie.
W 2000 został wicemistrzem Olimpijskim z Sydney.

## Sukcesy

### reprezentacyjne
- Mistrzostwa Europy:
  -  1998, 2000, 2002
- Mistrzostwa Świata:
  -  1999
  -  1997, 2001
  -  1995
- Igrzyska Olimpijskie:
  -  2000

### klubowe
- Mistrzostwa Szwecji:
  -  1989, 1993, 1995, 1996, 1997, 1998
- Puchar Szwecji:
  -  1996, 1997, 1998
- Mistrzostwa Niemiec:
  -  2010
  -  2002
- EHF Liga Mistrzów:
  -  2010
- Puchar EHF:
  -  2008
- Puchar Niemiec:
  -  2003, 2004, 2005

## Nagrody indywidualne
- Mistrzostwa Europy:
  - najlepszy bramkarz Mistrzostw Europy 1998
  - najlepszy bramkarz Mistrzostw Europy 2002